# Национално знаме на Руанда
Националното знаме на Руанда представлява правоъгълно платнище с три хоризонтални цветни полета – синьо отгоре, златно в средата и зелено отдолу. В горния десен край е избразено златно слънце. Отношението ширина към дължина е 2:3.
Знамето е прието на 25 октомври 2001 г.
Синият цвят в знамето символизира щастието и мира, златният – природните богатства, а зеленият – надеждата. Златното слънце е символ на просвещението.

## Знаме през годините
Предишното знаме на Руанда представлява трибагреник с еднакви по размер, вертикални цветни полета в панафриканските цветове(червено, жълто и зелено) и с голяма черна буква 'R' на жълтото поле. Тази буква е поставена, за да отличава знамето от това на Гвинея. През 2001 г. знамето е променено, защото се е свързвало с жестокостта на геноцида в страната
- Знамето на Руанда (1962 – 2001)
- Знаме на Кралство Руанда (1959 – 1962)